# Lâu đài Ryn
Lâu đài Ryn là một lâu đài thế kỷ thứ mười bốn nằm giữa hồ Ryn và Ołów, cạnh Quảng trường Tự do (Plac Wolności) ở Ryn, Ba Lan.

## Lịch sử
Lâu đài Ryn là một pháo đài muộn được xây dựng bởi Dòng Teutonic. Pháo đài được xây dựng ở vị trí của một thành trì cũ, nhỏ hơn, theo lệnh của Grand Master of the Teutonic Order Winrich von Kniprode trong khoảng thời gian năm 1377, để phục vụ như một tu viện và một trụ sở để phát động các cuộc tấn công chống lại Đại công quốc Lietuva ở phía đông của nó. Vào năm 1410, sau thất bại Teutonic trong Trận Grunwald, các công sự của lâu đài đã bị dỡ bỏ, giới hạn ở một tòa nhà theo kiến trúc Gô-loa ở phía đông của khu phức hợp lâu đài. Khi bắt đầu Chiến tranh Mười ba năm, vào năm 1455, lâu đài đã bị nông dân địa phương chiếm đóng, sau đó được George von Schlieben thu hồi, người đã tàn sát nông dân trước lâu đài trong Trận chiến Ryn.
Năm 1525, lâu đài trở thành nơi ở của Công tước Hoàng gia Phổ. Trong thời kỳ Deluge, năm 1657, lâu đài đã bị ngườiTatar đốt cháy. Đến đầu thế kỷ XIX, lâu đài là nơi ở riêng. Sau khi được mua lại, năm 1853, chính quyền Phổ đã tái sử dụng nó như là một nhà tù.
Lâu đài bị thiêu rụi vào năm 1881. Sau năm 1945, lâu đài được điều chỉnh để phục vụ như một trung tâm cộng đồng, một bảo tàng nhỏ và hội đồng thành phố. Sau năm 1990, chính quyền thị trấn đã bán tài sản cho một người tư nhân, họ đã điều chỉnh nó thành một khách sạn bốn sao (Hotel Zamek Ryn ****).